# Карл Руге
Карл Арнольд Руге (нім. Carl Arnold Ruge; 24 вересня 1846, Берлін — 15 квітня 1926, Берлін) — німецький патологоанат.

## Біографія
Карл Руге народився 24 вересня 1846 року в Берліні. Син берлінського лікаря Людвіга Магнуса Вільгельма Руге (1812/1814-1897). Мати Марія Луїза Кароліна Майєр (1825—1908) — дочка Берлінського гінеколога Карла Вільгельма Майєра. Її сестра Фердинанда Амалія Розалія (1832—1913) у 1850 році вийшла заміж за Рудольфа Вірхова.
Завершивши медичну освіту, Руге вів лікарську та акушерську практику і в 1871 році за рекомендацією дядька Рудольфа Вірхова очолив лабораторію мікроскопічних і клінічних досліджень гінекологічної клініки «Шаріте». Руге також тривалий час працював у Карла Шредера. У 1882-1912 роках він керував патологічним інститутом в університетській гінекологічній клініці. У 1896 році отримав звання професора.
Для знаменитого «Підручника гінекологічної діагностики» (Lehrbuch der gynäkologischen Diagnostik) Руге написав розділи про мікроскопічну діагностику. Разом з гінекологом Йоганном Фейтом він розробив основи гінекологічної гістопатології, зокрема в мікроскопічній діагностиці раннього розпізнавання раку матки. Руге і Фейт вважаються першими вченими, які описали рак шийки матки. У 1878 році Руге разом з Фейтом впровадили конізацію. Помер 15 квітня 1926 року в Берліні.